# Leonard McCoy
El Dr. Leonard Horatio McCoy, conegut com a "Bones" (Ossos), és un personatge de la franquícia estatunidenca de ciència-ficció Star Trek. McCoy va ser interpretat per l'actor DeForest Kelley a la sèrie original Star Trek del 1966 al 1969, i també apareix a la sèrie animada Star Trek, en sis pel·lícules de Star Trek, a l'episodi pilot de Star Trek: La nova generació, i en nombrosos llibres, còmics i videojocs. Una dècada després de la mort de Kelley, Karl Urban va assumir el paper de McCoy a la pel·lícula de reinvenció Star Trek el 2009.

## Representació
McCoy va néixer a Atlanta, Geòrgia, l'any 2227. Fill de David McCoy,:257–258 va estudiar a la Universitat de Mississippi i és divorciat. McCoy es va casar més tard amb Natira, la sacerdotessa de Yonada, tal com es relata a l'episodi "Perquè el món és buit i jo he tocat el cel". El 2266, McCoy va ser destinat com a oficial mèdic en cap de l'USS Enterprise sota les ordres del capità James T. Kirk, que sovint l'anomena "Bones". McCoy i Kirk són bons amics, fins i tot "germans".:146 L'apassionat i de vegades rondinaire McCoy discuteix sovint amb l'altre confident de Kirk, l'oficial científic Spock, i ocasionalment se sent molest per l'herència vulcaniana de Spock. McCoy sovint interpreta el paper de la consciència de Kirk, oferint un contrapunt a la lògica de Spock. McCoy desconfia de la tecnologia, especialment el transportador. Com a metge, prefereix un tractament menys intrusiu i creu en els poders recuperatius innats del cos. El sobrenom "Bones" – escollit abans que el personatge fos anomenat – és un joc de paraules amb sawbones, un epítet del segle XIX per a un cirurgià. A la pel·lícula de reinvenció Star Trek del 2009, quan McCoy coneix Kirk per primera vegada, es queixa que la seva exdona es va quedar amb tots els seus béns compartits després del divorci: "Tot el que em queda són els meus ossos", cosa que implica que aquest va ser l'origen del sobrenom.
Quan Kirk ordena que es reactivi la comissió de McCoy a Star Trek: La nova generació (1979); un McCoy ressentit es queixa de ser "reclutat". Spock transfereix el seu katra —el seu coneixement i experiència— a McCoy abans de morir a Star Trek 2: La còlera del Khan (1982). Això causa angoixa mental a McCoy, que a Star Trek 3: A la recerca de Spock (1984) ajuda a restaurar el katra de Spock al seu cos reanimat. McCoy continua servint a la tripulació de Kirk a bord de la nau klíngon capturada a Star Trek 4: Missió salvar la Terra (1986). A Star Trek: L'última frontera (1989), McCoy (mitjançant la intervenció del germanastre de Spock, Sybok, revela que va ajudar el seu pare a suïcidar-se per alleujar el seu dolor. Poc després del suïcidi, es va trobar una cura per a la malaltia del seu pare, i McCoy havia arrossegat la culpa fins a la intervenció de Sybok.
A Star Trek VI: The Undiscovered Country (1991), McCoy i Kirk escapen d'un món penitenciari klíngon, i la tripulació de lEnterprise atura un complot per impedir la pau entre la Federació Unida de Planetes i l'Imperi Klíngon. Kelley va repetir el paper per a l'episodi pilot "Trobada a Farpoint" de Star Trek: La nova generació (1987), insistint en no més que el salari mínim del Sindicat d'Actors dels Estats Units per la seva aparició. McCoy havia assolit el rang d'almirall a la cronologia de Trek quan es va emetre aquest episodi, i es diu que té 137 anys. Va arribar a ser cap de la Divisió Mèdica de la Flota Estel·lar, amb un rang especial conegut com a almirall. El llibre de ficció "Fisiologia Alienígena Comparada" va ser escrit per McCoy i va ser de lectura obligatòria a l'Acadèmia Mèdica de la Flota Estel·lar durant la dècada del 2370.
A l'episodi de 1973 "The Survivor" de "Star Trek: La Sèrie Animada", McCoy esmenta que té una filla, Joanna. Tot i que l'amiga de Chekov, Irina, a l'episodi original de la sèrie "Camí de l'Edèn" va ser escrita originalment com la filla de McCoy, es va canviar abans que es rodés l'episodi.

### Pel·lícules de reinvenció

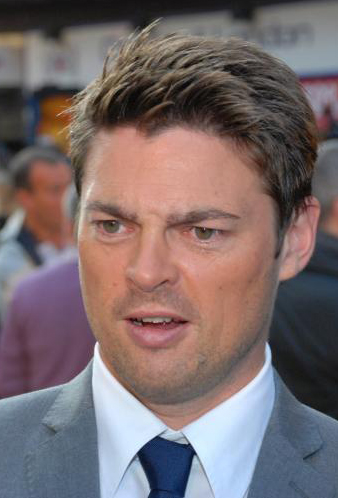
Karl Urban interpreta McCoy a Star Trek (2009)

A la pel·lícula de Star Trek del 2009, que té lloc en una realitat alternativa i paral·lela, McCoy i Kirk es fan amics a l'Acadèmia de la Flota Estel·lar, que McCoy s'hi uneix després d'un divorci que, segons ell, "no li va deixar res més que els seus ossos". Aquesta frase, improvisada per Urban, explica com McCoy es va guanyar el sobrenom de "Bones". McCoy més tard ajuda a Kirk a ser destinat a bord de l'USS Enterprise. Més tard es converteix en el cap mèdic després que el doctor Puri morís durant un atac de Nero. McCoy roman a bord per veure com l'Enterprise derrota Nero i la seva tripulació, i Kirk es converteix en el comandant de la nau.
The Guardian va qualificar la representació de McCoy per part d'Urban a la pel·lícula del 2009 com un "èxit sense reserves", i The New York Times van qualificar el personatge de "divertit i amb els ulls esbatanats". Slate va dir que Urban va estar més a prop que els altres actors d'imitació de la representació original d'un personatge.

## Desenvolupament
Kelley havia treballat amb el creador de Star Trek, Gene Roddenberry, en anteriors pilots de televisió, i va ser la primera opció de Roddenberry per interpretar el doctor a bord de l'USS Enterprise. Tanmateix, per al pilot rebutjat "La gàbia" (1964), Roddenberry va optar per l'elecció de director Robert Butler de John Hoyt per interpretar el Dr. Philip Boyce. Per al segon pilot, "On no ha anat mai cap home" (1966), va acceptar la decisió del director James Goldstone de fer que Paul Fix interpretés el Dr. Mark Piper. Tot i que Roddenberry volia que Kelley interpretés el personatge del metge de la nau, no va proposar el nom de Kelley a NBC; la cadena mai va "rebutjar" l'actor, com Roddenberry de vegades suggeria.
La primera aparició de Kelley en una televisió com a Doctor Leonard McCoy va ser a "El parany home" (1966). Malgrat la prominència del seu personatge, el contracte de Kelley només li atorgava un crèdit de "recurrent"; No se li va donar el crèdit de "protagonista" fins a la segona temporada, a instàncies del productor Robert Justman. Kelley estava preocupat pel futur de Star Trek, dient a Roddenberry que la sèrie "seria el major èxit o el fracàs més gran que Déu mai hagi fet".:146 Kelley va interpretar McCoy al llarg de la sèrie original de Star Trek i va posar la veu al personatge a la sèrie animada de Star Trek.
Kelley, que de jove volia ser metge com el seu oncle, però la família del qual no podia pagar els estudis de medicina, en part es va basar en les seves experiències reals en la creació de McCoy, la manera com un metge va donar la notícia del càncer terminal de la mare de Kelley de manera "practica" va ser la "sorra abrasiva" que Kelley va utilitzar per crear el comportament de McCoy.:145 L'escriptor de "Star Trek" D. C. Fontana va dir que mentre Roddenberry va crear la sèrie, Kelley essencialment va crear McCoy; tot el que es va fer amb el personatge es va fer amb la participació de Kelley.:156
La "química exquisida" entre Kelley, William Shatner i Leonard Nimoy es va manifestar en les seves interpretacions com a McCoy, el capità James T. Kirk i l'oficial científic Spock, respectivament. Nichelle Nichols, que interpretava Uhura, es referia a Kelley com el seu "amic descarat i cavaller"; l'amistat entre l'afroamericana Nichols i el sureny Kelley va ser una demostració a la vida real del missatge que Roddenberry esperava transmetre a través de "Star Trek".:154
Per a la pel·lícula "Star Trek" del 2009, els guionistes Roberto Orci i Alex Kurtzman van veure McCoy com un "àrbitre" en la relació entre Kirk i Spock. Mentre que Spock representava "lògica extrema, ciència extrema" i Kirk simbolitzava "emoció i intuïció extremes", el paper de McCoy com a "un metge molt pintoresc, essencialment un científic molt humanista", representava els "dos extrems que sovint servien com a cola que mantenia unit el trio". Van decidir revelar que McCoy es va fer amic de Kirk primer, explicant el "biaix" en la seva amistat i per què sovint era una mica "despectiu" amb Spock. Urban va dir que el guió era "molt fidel" al personatge original, incloent-hi la "gran compassió per la humanitat i aquell sentit d'irascibilitat" amb què Kelley va imbuir el personatge. Urban, nascut a Nova Zelanda, es va formar amb un entrenador de dialectes per crear l'accent de McCoy i va reprendre el paper a les seqüeles Star Trek Into Darkness i Star Trek Beyond.

## Impacte cultural
McCoy és algú amb qui Kirk es desfoga, però és un contrapès per a Spock. És "l'amic, cambrer personal, confident, conseller i sacerdot" de Kirk. Les discussions entre Spock i McCoy es van fer tan populars que Roddenberry va escriure en un memoràndum del 1968 "simplement no ens vam adonar... de quant els agradaven als fans les discussions entre el nostre Arrowsmith i el nostre Alien". Urban va dir que McCoy té un "sentit d'irascibilitat amb una veritable passió per la vida i per fer el correcte", i que "la lògica de Spock i la posició moral de McCoy donen a Kirk el benefici de tenir tres cervells en lloc de només un".
Kelley va dir que la seva major emoció a les convencions de "Star Trek" era el nombre de persones que li deien que havien entrat a la professió mèdica gràcies al personatge McCoy. Rebia dues o tres cartes al mes d'altres persones que informaven d'experiències similars. Un amic va observar que, tot i no convertir-se en metge com havia esperat, la interpretació de McCoy per part de Kelley havia ajudat a crear molts metges. Segons Kelley, "Pots guanyar premis i aquest tipus de coses, però influir en la joventut del país... és un premi que no atorga la indústria".:273

### "És mort, Jim."
Vint vegades a la sèrie original de Star Trek, McCoy declara algú o alguna cosa difunt amb la frase "És mort", "És mort, Jim" o alguna cosa similar. La frase es va convertir tant en una frase clau del personatge que Kelley va bromejar dient que la frase apareixeria a la seva làpida—i apareixia a la primera frase d'almenys un obituari—però no li agradava repetir la frase.:166 Durant el rodatge de Star Trek 2: La còlera del Khan, quan Spock s'està morint per l'exposició a la radiació, Kelley va sentir que això espatllaria la gravetat del moment, així que ell i James Doohan van acordar intercanviar les seves frases: McCoy adverteix a Kirk que no obri la cambra, i Scotty diu: "Ja és mort".:249
El professor de literatura Universitat del Sud de Califòrnia Henry Jenkins cita la frase "És mort, Jim" del Dr. McCoy com a exemple de fans que participen activament en la creació d'una cultura underground en la qual obtenen plaer repetint frases memorables com a part de la construcció de noves mitologies i comunitats socials alternatives. Per exemple, la línia apareix a la cançó novedosa de The Firm de 1987 Star Trekkin', que es va convertir en un èxit número 1 al Regne Unit.

### "Sóc un metge, no un..."
Una altra de les frases fetes de McCoy són les seves afirmacions "Sóc un metge, (Jim) no un...", interpretat per Kelley 11 vegades,:166 i tres vegades per Karl Urban en pel·lícules posteriors. McCoy repeteix la frase quan ha de realitzar alguna tasca més enllà de les seves habilitats mèdiques, com ara quan se li demana que tracti l'alienígena desconegut Horta amb base en silici a "Un monstre amagat" (1967), dient: "Sóc un metge, no un paleta". Variacions de la línia també han estat utilitzades per metges en altres sèries de Trek, incloent-hi Julian Bashir, Phlox i l'Holograma Mèdic d'Emergència estacionat a bord de la Voyager.
Kelley va parodiar la frase en un anunci de 1992 per a l'edició del 10è aniversari de Trivial Pursuit, en què es pregunta: "Quantes cambres hi ha en un cor humà?" responent "Com ho he de saber? Sóc actor, no metge!".
Sovint es creu que Kelley va dir "Damn it, Jim!" ("Maleït sia, Jim!") abans de la frase "Sóc doctor", però en realitat "maleït sia" mai es va dir a la sèrie original (tot i que sí que es va utilitzar "maleït") perquè la paraula es considerava tabú a la televisió dels anys seixanta.

### En la cultura popular
Un clip d'àudio de McCoy dient "Ha funcionat fins ara, però encara no n'hem sortit" (extret de l'episodi "Mudd, primer") va ser samplejat per la banda New Wave de Minnesota Information Society al seu senzill d'èxit de 1988 "What's On Your Mind (Pure Energy)".
El 2018, The Wrap va situar el Doctor McCoy en sisè lloc de 39 en un rànquing dels personatges principals de la franquícia Star Trek. El 2018, CBR va classificar McCoy com l'11è millor personatge de la Flota Estel·lar de Star Trek.

## Recepció
En una refutació a una anàlisi irònica del Canadian Medical Association Journal, que afirmava que el Dr. Nick d' Els Simpsons era un millor model a seguir que el seu competidor Dr. Hibbert, ambdues publicades a la mateixa revista el 1998, ambdós metges són deixats de banda pel Dr. McCoy, "l'únic metge veritable de la televisió" i "algú que s'ha alliberat del jou de l'ètica i practica l'art i la ciència de la medicina més enllà de l'oposició sufocant del paternalisme i l'autonomia". Un pensador lliure i independent i, de fet, algú que va més enllà dels models a seguir".
El 2012, IGN va classificar el personatge del Doctor McCoy, tal com es representa a la sèrie original, les seves pel·lícules i la pel·lícula del 2009 "Star Trek", com el cinquè personatge més popular de l'univers "Star Trek", darrere de Data, Picard, Spock i Kirk.
El 2016, el Doctor McCoy va ser classificat com el cinquè personatge més important de la Flota Estel·lar dins de l'univers de ciència-ficció Star Trek per la Wired.
El 2016, SyFy va classificar McCoy com el tercer dels sis metges espacials principals de la franquícia "Star Trek".
El 2017, Screen Rant va classificar la pel·lícula de reinvenció (línia de temps de Kelvin) McCoy, interpretada per Urban, com la 17a persona més atractiva de l'univers "Star Trek".